# Ordensschwester

Schwesternkonvent in New Orleans, um 1900

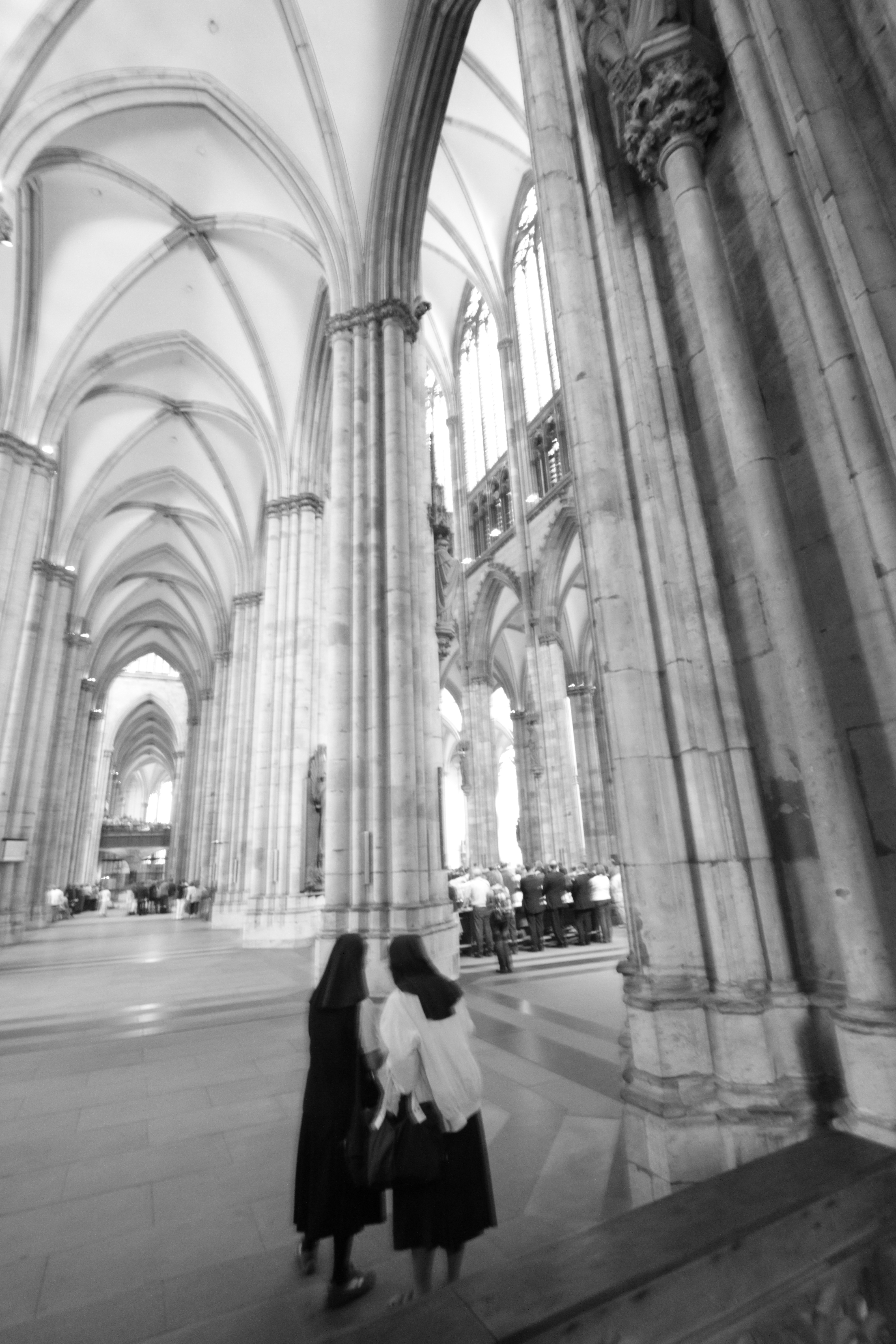
Ordensschwestern im Kölner Dom, 2010

Eine Ordensschwester oder Ordensfrau ist ein weibliches Mitglied einer Ordensgemeinschaft. Die Ordensschwester weiht ihr Leben Gott und dem Dienst an den Menschen. Sie ist durch Gelübde oder Versprechen an Gott, die Kirche und ihre Gemeinschaft gebunden und dabei ihrer Oberin, in manchen Orden Mutter Oberin genannt, unterstellt.

## Begriff und Lebensform
Ordensschwestern werden im Volksmund oft allgemein als „Nonnen“ bezeichnet. Kirchenrechtlich sind Nonnen jedoch nur die in päpstlicher Klausur lebenden Angehörigen monastischer Orden.
Ordensschwestern oder Nonnen gibt es praktisch in allen vorreformatorischen Kirchen. Bestimmt wird die Lebensform wie bei allen Ordensleuten durch die evangelischen Räte (das heißt Ratschläge des Evangeliums), deren Einhaltung sie mit ihrer Profess öffentlich versprechen:
- Armut (Verzicht auf persönlichen Besitz)
- Ehelosigkeit (Verzicht auf Ehe und Familie sowie die Führung eines Lebens in vollkommener Keuschheit)
- Gehorsam (Bindung an die gewählte Lebensform unter der Führung eines Ordensoberen nach einer Ordensregel)

Ein wichtiges Wesenselement des Ordenslebens ist darüber hinaus das Leben in Gemeinschaft, etwa in Klöstern, Konventen, Fraternitäten oder anderen Kommunitäten.
Ordensfrauen gehören in den Kirchen, die das Weihesakrament kennen und keine Frauenordination zulassen, nicht zum Klerus. Traditionell bilden sie zusammen mit nicht-geweihten männlichen Religiosen, Eremiten, geweihten Jungfrauen und Witwen einen eigenen geistlichen Stand, der weder klerikalen noch laikalen Charakter besitzt und in der lateinischen Kirche heute zusammenfassend als Stand des geweihten Lebens (lat. Vita consecrata) bezeichnet wird. Kirchenrechtlich sind sie in der lateinischen Kirche allerdings den Laien zuzurechnen.
Nicht zu den Ordensschwestern gezählt werden die ohne Ordensgelübde auf Beginenhöfen lebenden Beginen und vergleichbare Lebensformen sowie die evangelischen Diakonissen. Auch die Mitglieder der Säkularinstitute in der römisch-katholischen Kirche werden nicht als Ordensfrauen oder -männer bezeichnet, obwohl auch sie als Angehörige des geweihten Lebens meist Gelübde oder Versprechen ablegen.